# Fabrika
Fabrika (russisch Фабрика) ist eine russische Popband. Die aus drei Mitgliedern bestehende Girlgroup gilt als typischer Exponent der Popsa, einer vor allem von Jüngeren bevorzugten Disko-Musik.

## Geschichte

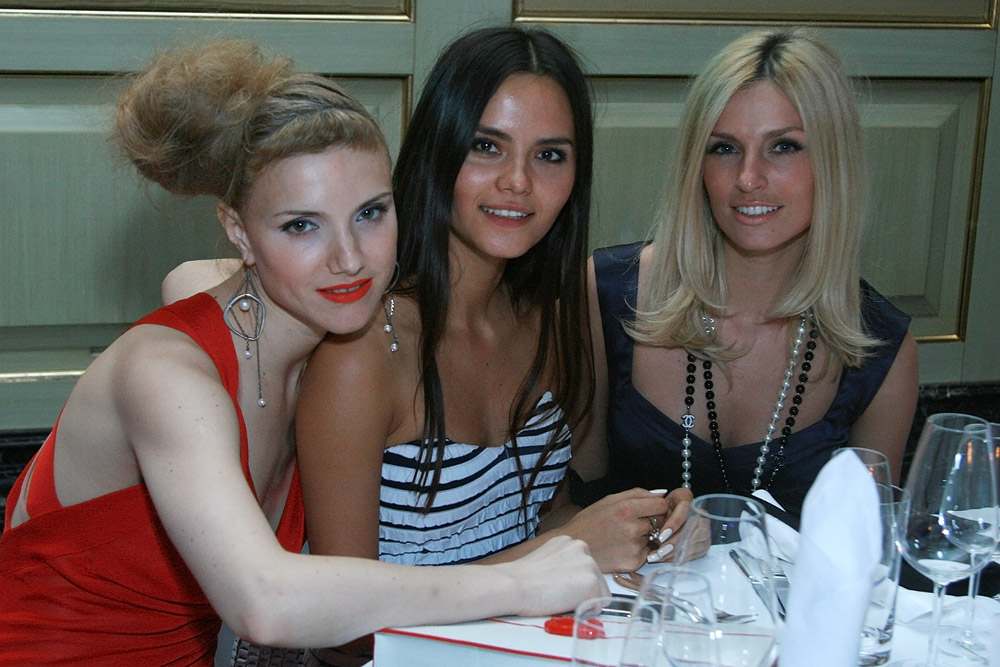
Fabrika: Irina Tonewa, Jekaterina Lee und Alexandra Saweljewa (2010)

Die Band wurde 2002 von Sati Kasanowa, Irina Tonewa, Alexandra Saweljewa und Maria Alalykina mit dem Ziel gegründet, an der TV-Talentshow Starfabrik (Фабрика звёзд) teilzunehmen. Sie erreichte in diesem Wettbewerb den zweiten Platz. Produzent der Gruppe ist Igor Matwijenko. Die Gruppe gab im Rahmen der Tournee Finale in Deiner Stadt (Финал в твоём городе) über 200 Konzerte. Das Lied Über die Liebe (Про любовь) hielt sich 26 Wochen in den Hitparaden. Alalykina verließ die Gruppe 2003 wieder, um ihr Studium fortzusetzen. 2006 erhielt die aus Kabardino-Balkarien stammende Kasanowa eine persönliche Auszeichnung für ihr Show-Styling. Im Januar 2008 nahm die Band am Festival Russian Winter in London teil.
2010 ersetzte Jekaterina Lee die ausgeschiedene Sati Kasanowa.
Im Jahr 2014 stieg Jekaterina Lee aus und wurde von Alexandra Popowa ersetzt.
Der Song Мы Такие Разные wurde im Jahr 2010 vom türkischen Sänger Serdar Ortaç unter dem Titel Kara Kedi gecovert.

## Diskografie
Alben
- 2003: Девушки фабричные („Mädchen aus der Fabrik“)
- 2008: Мы Такие Разные („Wir sind so unterschiedlich“)

Singles (Auswahl)
- 2003: Про Любовь
- 2003: Рыбка
- 2003: Море Зовет
- 2007: Позвони, Мне Позвони
- 2008: Зажигают Огоньки
- 2008: Романтика
- 2008: Не Виноватая Я
- 2008: Мы Такие Разные
- 2010: Али-Баба (mit Arash)
- 2011: Зацелую
- 2012: Она - Это Я
- 2012: Фильмы О Любви
- 2013: Не Родись Красивой
- 2013: Танечка
- 2014: Секрет
- 2017: Бабочки
- 2018: Вова Вова
- 2018: Могла Как Могла
- 2020: Мама Молодая
- 2020: Позвони, Будь Посмелей
- 2020: Кабы Я Была